# Irving (Wisconsin)
Irving es un pueblo ubicado en el condado de Jackson en el estado estadounidense de Wisconsin. En el Censo de 2010 tenía una población de 751 habitantes y una densidad poblacional de 6,53 personas por km².

## Geografía
Irving se encuentra ubicado en las coordenadas 44°12′11″N 90°57′55″O / 44.20306, -90.96528. Según la Oficina del Censo de los Estados Unidos, Irving tiene una superficie total de 115.06 km², de la cual 113.85 km² corresponden a tierra firme y (1.05%) 1.21 km² es agua.

## Demografía
Según el censo de 2010, había 751 personas residiendo en Irving. La densidad de población era de 6,53 hab./km². De los 751 habitantes, Irving estaba compuesto por el 97.34% blancos, el 0.13% eran afroamericanos, el 1.33% eran amerindios, el 0.27% eran asiáticos, el 0% eran isleños del Pacífico, el 0.13% eran de otras razas y el 0.8% pertenecían a dos o más razas. Del total de la población el 0.67% eran hispanos o latinos de cualquier raza.